# Harry Pross
Harry Pross (* 2. September 1923 in Karlsruhe; † 11. März 2010 in Weiler-Simmerberg) war ein deutscher Publizistikwissenschaftler und Publizist.

## Leben
Pross stammte aus einer bürgerlichen Familie. Sein Vater war Direktor eines metallverarbeitenden Unternehmens mit etwa 300 Arbeitern. Pross beschrieb später das Elternhaus als deutschnational. Nach dem Abitur meldete er sich 1941 freiwillig zur Wehrmacht, vollzog aber während der Kriegserlebnisse den Wandel zum Pazifisten. 1944 verletzten ihn auf dem Rückzug von der russischen Front in Rumänien Granatsplitter schwer. Die Ärzte wollten seinen rechten Arm amputieren. Seine Mutter bestand jedoch darauf, den Sohn nach Hause zu nehmen und zu pflegen. Die Wunden des Krieges und die in seinem Körper verbliebenen Geschossreste behinderten seither sein Leben.S. 1
1945/46 begann Harry Pross ein Studium der Sozialwissenschaften in Heidelberg und hörte u. a. Alfred Weber, Viktor von Weizsäcker, Willy Hellpach, Hans von Eckardt und Gustav Radbruch. 1949 wurde er mit einer wissenssoziologischen Arbeit über die Bündische Jugend an der Ruprecht-Karls-Universität Heidelberg promoviert. Mit einem Harkness-Stipendium setzte er 1952 seine Studien an der Hoover Library (Stanford University) fort und lernte auf Reisen durch die USA die durch die Wahlkampagne des Republikaners Dwight D. Eisenhower verschärfte McCarthy-Hetze gegen verdächtige Linksintellektuelle kennen.
Als Journalist arbeitete Pross für die Rheinpfalz (1948), die Zeitschrift Ost-Probleme (1949–1952) und die Haagse Post (1953–1954). 1955 heiratete er Heddy Weerth (1917–2004). 1955–1960 war er Redakteur der Deutschen Rundschau, 1955–1969 Mitherausgeber der Neuen Rundschau und 1963–1968 Chefredakteur von Radio Bremen. Er war ein Gegner der Antiterrorgesetze und der Berufsverbote der 1970er Jahre.
Pross lehrte an der Hochschule für Arbeit, Politik und Wirtschaft in Wilhelmshaven, an der Hochschule für Gestaltung in Ulm und folgte 1968 dem Ruf der Freien Universität Berlin. Dort lehrte er als Ordinarius am Institut für Publizistik bis zu seiner vorzeitigen Pensionierung 1983 wegen einer Kriegsverletzung.
Von 1989 bis 1995 lehrte er an der Journalistenschule St. Gallen. Gastvorträge führten ihn u. a. nach Barcelona, Bukarest, Madrid, Málaga, Moskau, Rom, Sao Paulo und Tel Aviv. 2001 wurde Pross mit dem Kurt-Tucholsky-Preis für literarische Publizistik ausgezeichnet. Nach seinem beruflichen Rückzug 1983 von der Universität Berlin entwickelte und leitete er in seinem Wohnort Weiler im Allgäu die Internationalen Kornhaus-Seminare. Er wählte hierzu wechselnde Themen aus dem Bereich Kommunikation aus und ließ sie von hochrangigen Experten unter verschiedenen Perspektiven beleuchten. Außerdem veröffentlichte er zahllose Beiträge in Zeitungen, Zeitschriften, Sammelbänden und im Rundfunk.
Harry Pross typologisierte 1970 die Medien abhängig von deren Produktions- und Rezeptionsbedingungen:
- primäre Medien sind Mittel des menschlichen Elementarkontaktes ohne Gerät,
- sekundäre Medien bedürfen zu ihrer Hervorbringung, nicht jedoch zu ihrer Wahrnehmung, Geräte,
- tertiäre Medien setzen auf Seiten des Produzenten wie auf der des Konsumenten Geräte voraus.

## Internationale Kornhaus-Seminare
- 1984 Kitsch als soziales Produkt
- 1985 Heimat und Heimatlosigkeit
- 1986 Mahlzeiten im Wandel
- 1987 Freunde und andere
- 1988 Mundart und Mündigkeit
- 1989 Jubilieren und memorieren
- 1990 Europa der Regionen
- 1991 Märchen, Botschaften der Freiheit
- 1992 Vom Spielen
- 1993 Vom Umgang mit der Zeit

## Veröffentlichungen (Auswahl)
als Autor
- Bracke. Gedichte. 1945.
- Der Osten und die Welt. Ein Versuch anhand sowjetischer Karikaturen. Eremiten-Presse, Frankfurt am Main 1952.
- Georg Weerth und sein Verhältnis zu Friedrich Engels. Aus Anlass seines 100. Todestages am 30. Juli 1956. In: Mitteilungen aus der lippischen Geschichte und Landeskunde, 1956, Band 25, S. 167–177.
- Deutsche Politik 1803–1870. Dokumente und Materialien. Fischer, Frankfurt am Main 1962 (= Fischer-Bücherei, 415).
- Vor und nach Hitler. Zur deutschen Sozialpathologie. Walter-Verlag, Olten 1962.
- Literatur und Politik. Geschichte und Programme literarisch-politischer Zeitschriften im deutschen Sprachgebiet seit 1870. Walter-Verlag, Olten 1963.
- Jugend, Eros, Politik. Die Geschichte der deutschen Jugendbewegung. Scherz Verlag, Bern 1964.
- Dialektik der Restauration. Ein Essay. Walter-Verlag, Olten 1965.
- Moral der Massenmedien. Prolegomena zu einer Theorie der Publizistik. Kiepenheuer & Witsch, Köln 1967.
- Publizistik. Thesen zu einem Grundcolloquium. Luchterhand Verlag, Neuwied 1970.
- Söhne der Kassandra. Versuch über deutsche Intellektuelle. Kohlhammer, Stuttgart 1971.
- mit Diet Voigt: Abtreibung. 1971.
- Protest. Über das Verhältnis von Form und Prinzip. Luchterhand Verlag, Neuwied 1971.
- Die meisten Nachrichten sind falsch. Für eine neue Kommunikationspolitik. Kohlhammer, Stuttgart 1972 (= Urban-Taschenbücher, 816).
- Medienforschung. Film, Funk, Presse, Fernsehen. Verlag Habel, Darmstadt 1972 (= Das Wissen der Gegenwart).
- Politische Symbolik. Theorie und Praxis der öffentlichen Kommunikation. Kohlhammer, Stuttgart 1974 (= Urban-Taschenbücher, 866).
- Einführung in die Kommunikationswissenschaft. Kohlhammer, Stuttgart 1976, ISBN 3-17-002547-3 (zusammen mit Hanno Beth).
- Politik und Publizistik in Deutschland seit 1945. Zeitbedingte Positionen. Piper, München 1980, ISBN 3-492-00513-6.
- Zwänge. Essay über symbolische Gewalt. Kramer Verlag, Berlin 1981, ISBN 3-87956-142-7.
- Buch der Freundschaft. Herder, Freiburg/B. 1991, ISBN 3-451-04044-1 (= Herder Spektrum, 4044).
- Protestgesellschaft. Von der Wirksamkeit des Widerspruchs. Artemis & Winkler, München 1992, ISBN 3-7608-1941-9.
- Memoiren eines Inländers 1923–1993. Artemis & Winkler, München 1993, ISBN 3-7608-1945-1 (Autobiographie).
- Der Mensch im Mediennetz. Orientierung in der Vielfalt. Artemis & Winkler, Düsseldorf 1996, ISBN 3-538-07042-3.
- Kommunikationstheorie für die Praxis. In: Axel Kutsch, Horst Pöttker (Hrsg.): Kommunikationswissenschaft – autobiographisch. Zur Entwicklung einer Wissenschaft in Deutschland. Westdeutscher Verlag, Opladen 1997, ISBN 3-531-12879-5, S. 120–138 (= Publizistik. Vierteljahreshefte für Kommunikationsforschung, Sonderh. 1).
- Zeitungsreport. Deutsche Presse im 20. Jahrhundert. Böhlau, Weimar 2000, ISBN 978-3-7400-1125-3.

als Herausgeber
- Außenpolitik. Fischer, Frankfurt am Main 1958 (= Das Fischer-Lexikon. Band 7; zusammen mit Golo Mann).
- Die Zerstörung der deutschen Politik. Dokumente 1871–1933. Neuausg. Fischer, Frankfurt am Main 1983, ISBN 3-596-23491-3 (Dokumentensammlung zur deutschen Politik seit Bismarcks Reichsgründung).
- Deutsche Presse seit 1945. Scherz-Verlag, Bern 1965.
- Rituale der Medienkommunikation. Gänge durch den Medienalltag. Guttandin & Hoppe, Berlin / Marburg 1983, ISBN 3-922140-18-1 (zusammen mit Claus-Dieter Rath).
- Kitsch. Soziale und politische Aspekte einer Geschmacksfrage. List, München 1985, ISBN 3-471-78423-3.